# آلفرد بلوش
آلفرد بلوش (فرانسوی: Alfred Bloch‎؛ زادهٔ ۱ ژانویهٔ ۱۸۷۷) بازیکن فوتبال اهل فرانسه است.
وی به همراه تیم ملی فوتبال فرانسه در بازی‌های المپیک تابستانی ۱۹۰۰ شرکت کرده و به مدال نقره دست پیدا کرده‌است.